# معبد سيبه
 معبد سیبه  (بالفارسية: پرستشگاه سیبه، بالإنجليزية: Temple Of Siba ) ، معبد تاريخى في «سيبة» في اطلال مدينة سيبه الأثرية القديمة يرجع تاريخ بناه إلى ما قبل الإسلام. يقع اطلال هذا المعبد في ناحية كوخرد ( بالفارسية: بخش كوخرد ) في مقاطعة بستك في غرب محافظة هرمزگان في جنوب إيران.
المعبد هو مكان يتعبد فيه الشخص، وله عدة أشكال، بدء من المكان المفتوح مع بعض التعديلات الخفيفة وبعض المرفقات، إلى الأبنية شديدة التعقيد، كذلك تعتبر بعض الكهوف والمغاور من أقدم أماكن عبادة مغرقة في القدم. 
معبد سیبه  كان معبداً كبيراً من المعابد مدينة سيبه القديمة المعقدة، يقع اطلال المعبد الكبير على الضفة الشمالية لنهر مهران في مدينة سيبه الأثرية اليوم المعروفة باسم (ناحية كوخرد). تأسس في الف سنة قبل الميلاد.

## موقع معبد سيبه
كان يقع « معبد سيبه » في تلة مرتفعة متوسطة واحة النخيل مما يزيد هذه المعبد العملاق شموخاً وعلواً، كان المعبد عبارة عن مبنى مربع الشكل تقريباً يبلغ واجهته الجنوبية حوالي 112.5 م في حين يبلغ الواجهة الشرقية له حوالي 114 م، ويعود تاريخ بناء قلعة معبد إلى عهد الساساني.
كان يقع « معبد سيبه » في الضلع الجنوب الغربي لقرية ناحية كوخرد، حيث واحات النخيل، على مقربة آثار حمام سيبه، و قلعة سيبة ويبعد عن ناحية كوخرد حوالي 1000 متر.

مخطط معبد سیبه الأثري

يقال ان قوم من المجوس وهم عبدة النار، جاءوا من أرمينيا إلى هضبة جبال الناخ واستوطنوا في سهولها، وشيدوا البنيان، وبنوا بركا لتخزين مياء الأمطار، آثار هذه البرك موجوده في غرب كوخرد حتى يومنا هذا وهي على شكل المستطيل. 
وحفروا الآبار والآفلاج واستصلحوا الأرض للزراعة وبنوا القلاع والحمامات والمعابد والحصون، وكان يفصل السهول عن الهضبة وادٍ يسمى (وادي سيبه) ولأن بيوتهم كانت تقع في بطن الوادي سميت المنطقة بهذا الاسم، وقيل ان كلمة سيبه تعني (السور) الذي كان يحيط بالقلعة، وقيل أيضا انها تعني القلعة نفسها وهي من الأسماء القديمة. وهناك شجرة معمرة تدعى (كُور امني) نسبتا إلى الذين جاءوا من أرمينيا حيث استظلوا تحتها في بادي الأمر. وهي من الأشجار المعروفة لدى أهل كوخرد حتى يومنا هذا.
ان قوم من الوثنيون جاءوا من الهند وكانوا يسمونهم (گَور GAWR) وهم « الصاغة » يعملون في صناعة الذهب. 
شيدوا بيوتا وقلاعا، وحفروا الآبار ومن آثارهم قليب (جليب) مشهور في كوخرد، وهذا القليب قديم جداً في وادي شموا يرجع تاريخ إلى آلاف السنين ويسمى « قليب عالي » بجوار الحمامات كذلك من آثارهم في گِري زامٍردان مقابر ومعابد تقع في الجبال، وشيدوا قلعة حصينة محاطة بخندق حتى تكون مقرا لزعيمهم، وقيل أن كبيرهم كان يدعى «سيبه» لذلك سميت المنطقة والقلعة باسم زعيمهم « سيبه »،  هم الذين شيدوا « معبد سيبه » والله أعلم.

رسم مسجد سیبه

ويقال ان بعد الفتح الإسلامي لبلاد فارس في عهد عمر بن الخطاب ، حيث انتشر الإسلام في بلاد فارس، تم تسمية المعبد باسم (مسجد سيبه) ، ثم قاموا أهالى ببناء مسجد على انقاض المعبد، سميى بـ(مسجد سيبه) في ما بعد.

## وصلات خارجية
- مدينة سيبه الأثرية
- سيبه
- بازار سيبه
- ترنه
- التقسيمات الإدارية لمحافظة هرمزگان نسخة محفوظة 2 مارس 2012 على موقع واي باك مشين.